# Playful Kiss
Playful Kiss (hangul: 장난스런 키스; RR: Jangnanseureon Kiseu; também conhecida como Mischievous Kiss ou Naughty Kiss) é uma série de televisão sul-coreana, estrelada por Jung So-min e Kim Hyun-joong. Foi exibida pela MBC de 1 de setembro a 21 de outubro de 2010, todas as quartas e quintas-feiras às 21:55.
O seriado coreano foi baseado no mangá Itazura na Kiss, escrito por Kaoru Tada. Entre outras adaptações para a TV do mangá, estão It Started With a Kiss (2005) e They Kiss Again (2007). Apesar da baixa audiência de Playful Kiss na Coreia do Sul, a série foi vendida para 12 países da Ásia. Devido à sua popularidade internacional, uma edição especial foi feita para o Youtube após o final da série.

## Elenco
Protagonistas
- Jung So-min como Oh Ha-ni

Oh Ha-ni não é uma garota muito esperta e nem brilhante. Ela é apaixonada por Baek Seung-jo, o garoto mais inteligente e bonito da escola. Um dia, ela resolve se confessar a ele, escrevendo uma carta de amor. Porém, Seung-jo a rejeita. Depois que um terremoto destrói a nova casa de Ha-ni, eles são convidadas por um amigo de seu pai para morarem em sua casa, que acaba por ser a casa de Seung-jo. Ha-ni desenvolve seu relacionamento com Seung-jo, enquanto ele lentamente vai se apaixonando por ela. Mais tarde, ela se casa com Seung-jo e decide se tornar enfermeira para trabalhar ao lado de seu marido.
- Kim Hyun-joong como Baek Seung-jo

Baek Seung-jo é o garoto mais bonito e inteligente da escola. Há boatos de que ele tem 200 de QI e ele é conhecido por ser frio. Quando rejeita Ha-ni, ele diz que é porque odeia garotas estúpidas. Quando Ha-ni e seu pai se mudam para a casa de sua família, ele ainda continua frio, mas lentamente se apaixona por ela. Mais tarde, se casa com Ha-ni e decide se tornar um médico, não herdando a empresa de jogos do seu pai.
- Lee Tae-sung como Bong Joon-gu

Bong Joon-gu é apaixonado por Oh Ha-ni desde o primeiro ano do ensino médio e a segue por todo lugar, até que desiste, quando ela se casa com Seung-jo. Mais tarde, ele conhece uma garota chamada Chris e eles começam a namorar.
- Lee Si-young como Yoon Hae-ra

Ela é considerada a versão feminina do Baek Seung-jo. Ela é esperta, bonita e boa no tênis como Seung-jo. Ela se interessa por ele durante a faculdade, mas desiste após ele se casar com Ha-ni.
Familiares de Baek e Oh
- Jung Hye-young como Hwang Geum-hee
- Oh Kyung-soo como Baek Soo-chang
- Choi Won-hong como Baek Eun-jo
- Kang Nam-gil como Oh Ki-dong

Club de tênis
- Choi Sung-gook como Wang Kyung-soo
- Yoon Bo-hyun como capitão do time de tênis

Outros
- Hong Yoon-hwa como Jung Joo-ri
- Yoon Seung-ah como Dokgo Min-ah
- Choi Sung-joon como Kim Gi-tae
- Jang Ah-young como Hong Jang-mi
- Bye Bye Sea como amigo de Bong Joon-gu
- Hwang Hyo-eun como Song Kang-yi
- Song Yong-shik como Song Ji-oh
- Moon Hoe-won como Head Teacher Hwang
- Abigail Alderete como Chris

## Trilha sonora
| Playful Kiss OST Part 1 |                                   |         |         |  |
| N.º                     | Título                            | Artista | Duração |  |
| 1.                      | "Will You Kiss Me" (키스해줄래)   | G.NA    |         |  |
| 2.                      | "Will You Kiss Me" (instrumental) |         |         |  |

| Playful Kiss OST Part 2 |                                |                |         |  |
| N.º                     | Título                         | Artista        | Duração |  |
| 1.                      | "One More Time"                | Kim Hyun-joong |         |  |
| 2.                      | "One More Time" (instrumental) |                |         |  |

| Playful Kiss OST Part 3 |                                       |         |         |  |
| N.º                     | Título                                | Artista | Duração |  |
| 1.                      | "Saying I Love You" (사랑한다 말할까) | Soyou   |         |  |
| 2.                      | "Saying I Love You" (instrumental)    |         |         |  |

| Playful Kiss OST |                                      |                |         |  |
| N.º              | Título                               | Artista        | Duração |  |
| 1.               | "Kiss Kiss Kiss"                     | Pink ToniQ     |         |  |
| 2.               | "One More Time"                      | Kim Hyun-joong |         |  |
| 3.               | "Kiss Me" (키스해줄래)               | G.NA           |         |  |
| 4.               | "I Called You" (널 부른다)           | RUN            |         |  |
| 5.               | "Try Again"                          | Pink ToniQ     |         |  |
| 6.               | "Say You Love Me" (혼잣말)           | Lee Tae-sung   |         |  |
| 7.               | "Should I Confess" (사랑한다 말할까) | Soyou          |         |  |
| 8.               | "Overture For"                       |                |         |  |
| 9.               | "I Love You"                         |                |         |  |
| 10.              | "Confession" (고백)                  |                |         |  |
| 11.              | "Oh! Chef"                           |                |         |  |
| 12.              | "Run, Run, Run"                      |                |         |  |
| 13.              | "Proposal of Marriage"               | Bye Bye Sea    |         |  |
| 14.              | "Love Theme"                         |                |         |  |
| 15.              | "With Friends"                       |                |         |  |
| 16.              | "Love Waltz"                         |                |         |  |
| 17.              | "Campus Life"                        |                |         |  |
| 18.              | "Love and Sorrow"                    |                |         |  |
| 19.              | "Shadow" (그림자)                    |                |         |  |
| 20.              | "Miss Plus" (그리워할수록)           |                |         |  |
| 21.              | "Excitement" (설레임)                |                |         |  |

| Playful Kiss OST Special Edition Part 1 |                               |                                      |         |  |
| N.º                                     | Título                        | Artista                              | Duração |  |
| 1.                                      | "Palpitations" (두근두근)     | Park Bo Ram, Kim So Jung, Lee Bo Ram |         |  |
| 2.                                      | "Palpitations" (instrumental) |                                      |         |  |

| Playful Kiss OST Special Edition Part 2 |                                    |         |         |  |
| N.º                                     | Título                             | Artista | Duração |  |
| 1.                                      | "Have I Told You" (말한 적 있나요) | Howl    |         |  |

## Epílogo
Um especial da vida de casados de Ha-ni e Seung-jo, Playful Kiss: Special Edition, foi lançado no YouTube em 2 de novembro de 2010. Os sete webisódios de 10 minutos de duração tiveram legendas em inglês, japonês, chinês e espanhol, além de outras. A série online foi bastante popular, com o primeiro episódio recebendo mais de um milhão de visualizações nos dois primeiros dias. Kim Hyun-joong foi entrevistado pela Anna Coren do TalkAsia e juntos discutiram sobre a importância do YouTube em espalhar a cultura coreana.

## Prêmios e indicações
| Ano  | Prêmio                                  | Categoria               | Indicado       | Resultado |
| ---- | --------------------------------------- | ----------------------- | -------------- | --------- |
| 2010 | Korean Culture and Entertainment Awards | Melhor Atriz da TV      | Jung So-min    | Venceu    |
| 2010 | MBC Drama Awards                        | Prêmio de Populariedade | Kim Hyun-joong | Venceu    |
| 2010 | MBC Drama Awards                        | Melhor Ator             | Lee Tae-sung   | Venceu    |
| 2010 | MBC Drama Awards                        | Melhor Atriz            | Jung So-min    | Indicado  |
| 2010 | MBC Drama Awards                        | Prêmio de Excelência    | Kim Hyun-joong | Indicado  |